# Bless (徳永英明のアルバム)
『bless』（ブレス）は、德永英明10枚目のオリジナル・アルバム。1997年2月26日発売。

## 概要
前作『太陽の少年』から1年2ヶ月振りのオリジナルアルバム。シングル曲4曲収録。

## 収録曲
全曲　作曲：德永英明、編曲：国吉良一（特記以外）
1. 太陽がいっぱい
  - 作詞：山田ひろし（5:34）[2]
2. 誓い
  - 作詞：篠原仁志（5:07）[2]
  - 23rdシングル。
3. Promised Snow
  - 作詞：山田ひろし（5:36）[2]
4. Crack
  - 作詞：山田ひろし（6:18）[2]
5. 情熱
  - 作詞：德永英明（5:39）[2]
  - 同年7月、24thシングルとしてシングル・カット。
6. Balance
  - 作詞：德永英明（5:56）[2]
  - 「誓い」カップリング曲。
7. ROUGH DIAMOND
  - 作詞：山田ひろし、編曲：西脇辰弥（4:58）[2]
  - 21stシングル。イントロ冒頭にカウントがある、間奏・アウトロのコーラスが強調されておりシングルヴァージョンと異なる。表記はないがアルバム・ヴァージョン。
8. Be My Love
  - 作詞：德永英明（5:33）[2]
9. ALL MY LOVE
  - 作詞：篠原仁志（5:01）[2]
「SMILE」カップリング曲。
10. 夢
  - 作詞：德永英明（7:10）[2]
11. SMILE
  - 作詞：德永英明・島谷美衣、編曲：門倉聡（6:48）[2]
  - 22ndシングル。

## カバー
太陽がいっぱい - 置鮎龍太郎（アルバム「愛ってどうよ～タイムカプセル　Vol．3～ミレニアムシリーズ」）